# Nieuwe Kunst

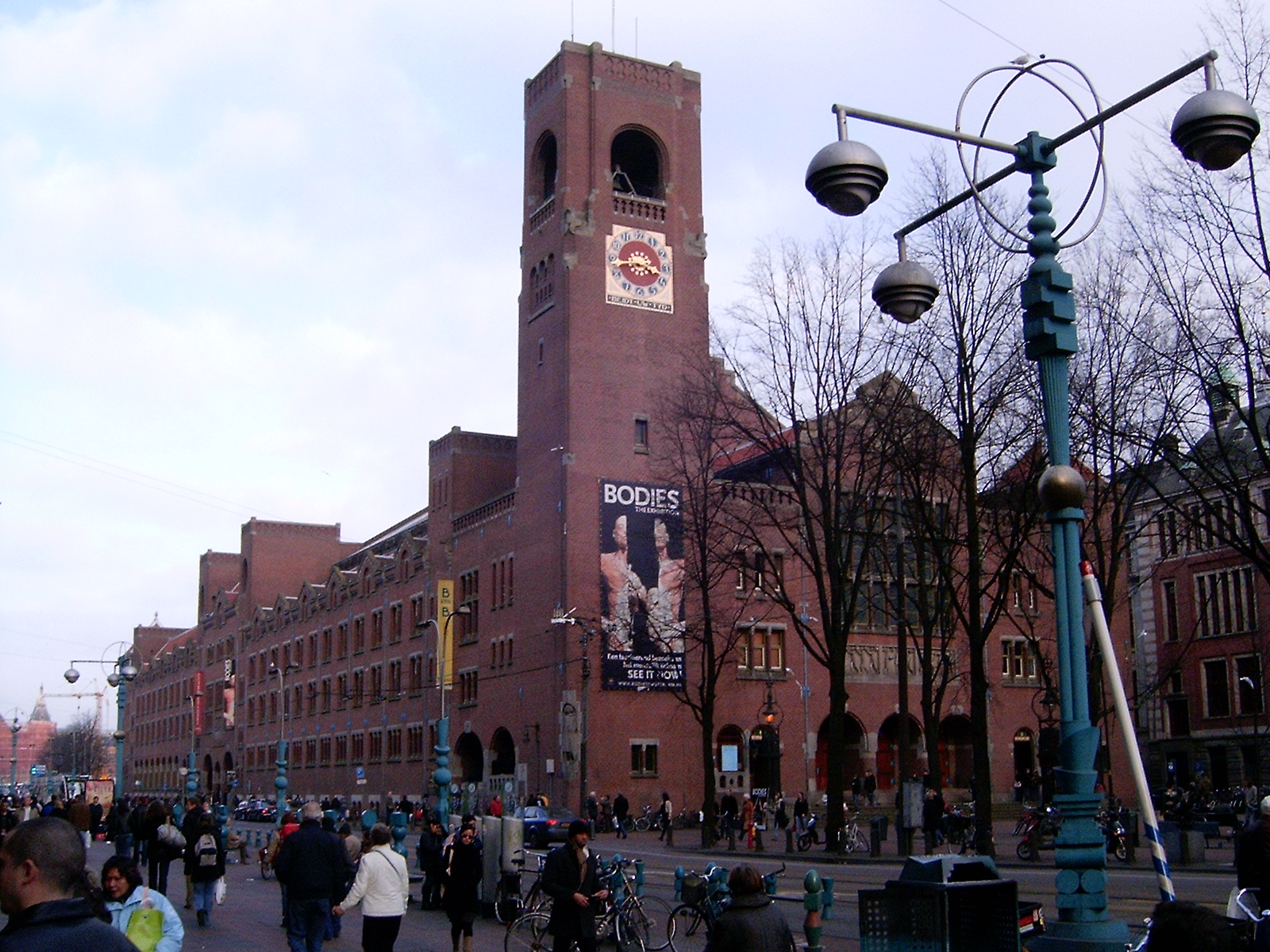
Bolsa de Ámsterdam, por H.P. Berlage

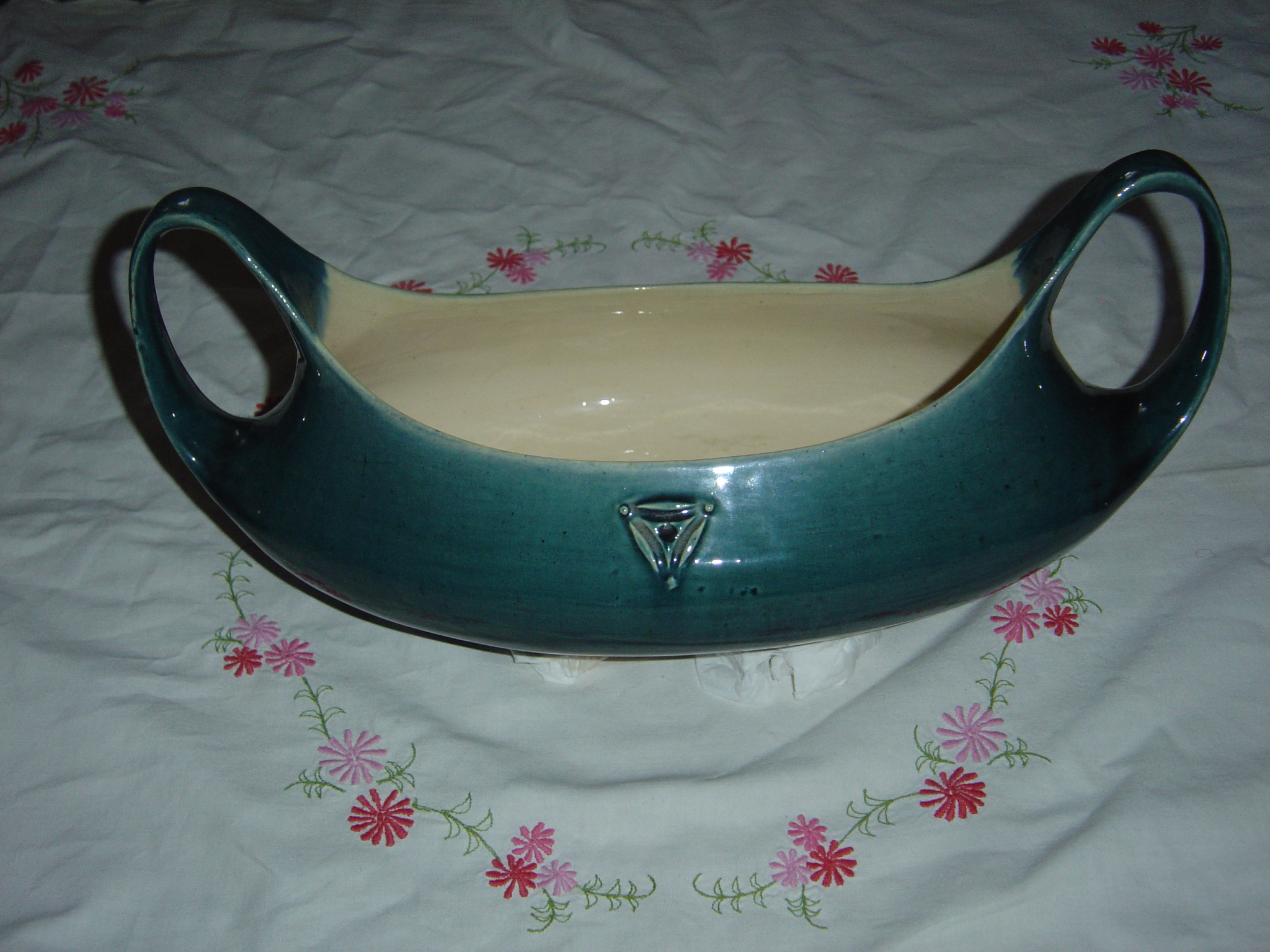
Florero de la fábrica De Kat, por Govert-Marinus Augustijn (1902-1918). Catálogo Augustijn, n°112, Q6.

Nieuwe Kunst ("Nuevo Arte" en neerlandés) es la denominación que la historiografía del arte da al estilo local identificado con el modernismo, jugendstil o art nouveau en los Países Bajos (finales del siglo XIX y comienzos del siglo XX).
No se aplicó hasta los años 1960, y se restringe su uso para designar al modernismo típicamente holandés, al que popularmente se da el nombre de slaolie ("aceite para ensalada"). La decoración más habitual del Nieuwe Kunst consiste en el empleo de una figura geométrica en series de bloques, o bien plantas y animales muy estilizados.
El estilo nieuwe kunst es característico de los muebles de Jac. van den Bosch, de la pintura de Jan Toorop, de la arquitectura de Hendrik Petrus Berlage y de la cerámica de Govert-Marinus Augustijn.